# براندان لونغ
براندان لونغ (بالإنجليزية: Brendan Long)‏ هو مجدف أسترالي، ولد في 24 نوفمبر 1979 في لاونسستون في أستراليا.

## وصلات خارجية
- براندان لونغ على موقع الاتحاد الدولي للتجديف (الإنجليزية)
- براندان لونغ على موقع اللجنة الأولمبية الدولية (الإنجليزية)
- براندان لونغ على موقع أوليمبيديا (الإنجليزية)
- براندان لونغ على موقع اللجنة الأولمبية الأسترالية (الإنجليزية)